# Salasser

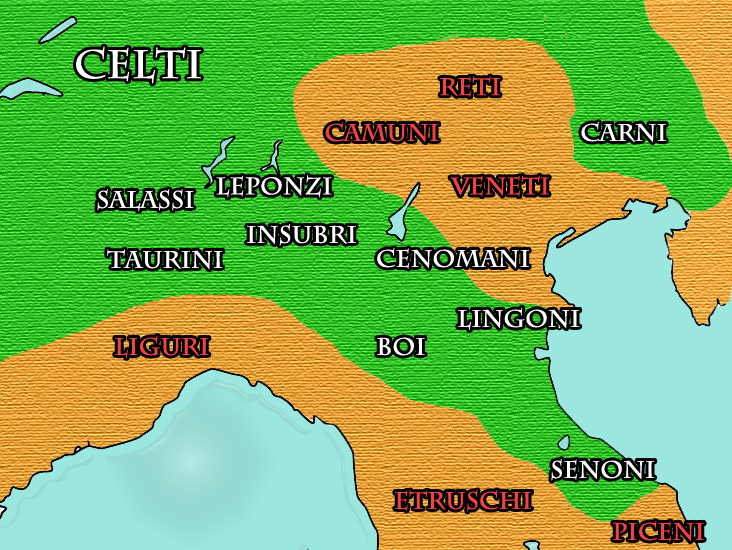
Gallia cisalpina.

Die Salasser (lateinisch Salassi) waren ein Alpenvolk im heutigen Nordwest-Italien. Sie waren entweder Kelten oder keltisierte Ligurer und bewohnten das Tal der Duria (heute Dora Baltea (it.) / Doire baltée (frz.)). Dort fanden sich ergiebige Goldgruben und Goldwäschereien. Nach anfänglichen Schwierigkeiten besiegte der römische Konsul Appius Claudius Pulcher 143 v. Chr. die Salasser. 100 v. Chr. wurde in ihrem Gebiet die römische Kolonie Eporedia (heute Ivrea) gegründet. Kaiser Augustus schickte 25 v. Chr. Aulus Terentius Varro Murena gegen die schon länger sich gegen die römische Herrschaft auflehnenden Salasser. Varro Murena vernichtete das ganze Volk – 36.000 Personen, davon 8.000 Waffenfähige – weitgehend, indem er die Überlebenden teils in entfernte Länder verpflanzte, teils in die Sklaverei verkaufte. Die von Südwestgallien nach Italien führenden Alpenpässe waren ab nun gesichert. Später gründete Augustus an der Stelle von Varro Murenas Hauptlager während des Salasserkrieges die römische Kolonie Augusta Praetoria (heute Aosta (it.) / Aoste (frz.)).